# Fontenelle (Territoire de Belfort)
Fontenelle – miejscowość i gmina we Francji, w regionie Burgundia-Franche-Comté, w departamencie Territoire de Belfort.
Według danych na rok 1990 gminę zamieszkiwało 118 osób, a gęstość zaludnienia wynosiła 67 osób/km² (wśród 1786 gmin Franche-Comté Fontenelle plasuje się na 625. miejscu pod względem liczby ludności, natomiast pod względem powierzchni na miejscu 1036.).